# Ernst Günter Tange
Ernst Günter Tange (* 24. Juli 1933 in Plön; † 30. Juni 2013) war ein deutscher Journalist und Autor einer Vielzahl von Zitatensammlungen.

## Leben
Tange studierte Philosophie und Germanistik an den Universitäten in Freiburg im Breisgau, München und Hamburg. Nach einem Volontariat bei der Hörzu arbeitete er dort von 1960 bis 1965 als Redakteur, wechselte dann zum Norddeutschen Rundfunk, zuletzt, bis 1994, als Pressesprecher des Senders. Während und nach seiner beruflichen Laufbahn sammelte er über 28.000 Sprüche, Aphorismen und Bonmots und veröffentlichte über 30 Bücher rund um das Thema Zitate. Dies brachte ihm den Beinamen „König der Zitate“ ein. Die verkaufte Gesamtauflage beträgt ca. 700.000 Exemplare.

## Buchveröffentlichungen
- Sag's mit Biss : das Wörterbuch der boshaften Definitionen. Eichborn, Frankfurt, 1985, ISBN 3-8218-1089-0.
- Wörterbuch für Querdenker: Definitionen mit Pfiff und Pointe. Eichborn, Frankfurt, 1987, ISBN 3-8218-1097-1.
- Funk-Sprüche: Geistesblitze zum Thema Fernsehen. Eichborn, Frankfurt, 1988, ISBN 3-8218-1250-8.
- Adam &  Eva: bissig, frivol u. geistreich: Zitatenschatz für Liebe u. Ehe. Eichborn, Frankfurt, 1988, ISBN 3-8218-1251-6.
- Sag's mit Witz: geistreiche Definitionen für Selbstdenker. Eichborn, Frankfurt, 1989, ISBN 3-8218-1252-4.
- Das grosse Buch der boshaften Definitionen. Eichborn, Frankfurt, 1989, ISBN 3-8218-1253-2.
- Zitatenschatz der Liebe. Eichborn, Frankfurt, 1991, ISBN 3-8218-1277-X.
- Wer liest, kann mitreden! ABC für Bücherfreunde und Zeitungsleser. Consens-Verlag, Stuttgart, 1991, ISBN 3-926729-19-8.
- Wer viel arbeitet, macht viele Fehler: Zitatenschatz fürs Büro. Eichborn, Frankfurt, 1992, ISBN 3-8218-1364-4.
- Ein bisschen Bildung ziert den ganzen Menschen: Zitatenschatz für Lehrer. Eichborn, Frankfurt, 1992, ISBN 3-8218-1363-6.
- Die Klugheit ist weiblich: Zitatenschatz von Frauen für Frauen. Eichborn, Frankfurt, 1993, ISBN 3-8218-1367-9.
- Der Scheck heiligt die Mittel: Zitatenschatz für Freunde des Geldes. Eichborn, Frankfurt, 1993, ISBN 3-8218-1368-7.
- Der boshafte Zitatenschatz: 4509 bissige Definitionen, charmante Gemeinheiten, und treffende Bonmots für alle Gelegenheiten. Eichborn, Frankfurt, 1993, ISBN 3-8218-1359-8.
- Contra funcionarios. Edhasa, Barcelona, 1995, ISBN 84-350-2401-6.
- Contra médicos. Edhasa, Barcelona, 1996, ISBN 84-350-2402-4.
- Zitatenschatz für Mediziner: nobody is perfect. Eichborn, Frankfurt, 1997, ISBN 3-8218-3461-7.
- Zitatenschatz für Manager: die Dummheit der anderen ist deine Chance. Eichborn, Frankfurt, 1997, ISBN 3-8218-3463-3.
- Zitatenschatz für Männer: immer im Mittelpunkt und allen im Wege. Eichborn, Frankfurt, 1997, ISBN 3-8218-3458-7.
- Zitatenschatz für Juristen: vom Vergnügen, Recht zu haben. Eichborn, Frankfurt, 1997, ISBN 3-8218-3460-9.
- Lexikon der boshaften Zitate: bissige Definitionen, treffende Bonmots und charmante Gemeinheiten. Eichborn, Frankfurt, 1997, ISBN 3-8218-3431-5.
- Zitatenschatz zur Politik: Politik ist, der Gegenpartei immer wieder die Schuld zu geben. Eichborn, Frankfurt, 2000, ISBN 3-8218-3545-1.
- Zitatenschatz für Querdenker. Eichborn, Frankfurt, 2000, ISBN 3-8218-3548-6.
- Zitatenschatz für Lebenskünstler: die eigentliche Kunst ist das Leben selbst. Eichborn, Frankfurt, 2000, ISBN 3-8218-3546-X.
- Zitatenschatz für Aktionäre. Eichborn, Frankfurt, 2000, ISBN 3-8218-3547-8.
- Zitatenschatz der Liebe: die schönsten Erinnerungen sammelt man immer zu zweit. Eichborn, Frankfurt, 2000, ISBN 3-8218-3544-3.
- Zitatenschatz zum neuen Erdenbürger: am besten wär's, die Kinder blieben klein. Eichborn, Frankfurt, 2001, ISBN 3-8218-3721-7.
- Zitatenschatz für die perfekte Sekretärin: geh in deiner Arbeit auf, nicht unter! Eichborn, Frankfurt, 2001, ISBN 3-8218-3720-9.
- Zitatenschatz über Gott und die Welt. Eichborn, Frankfurt, 2002, ISBN 3-8218-3737-3.
- Zitatenschatz für gute Freunde. Eichborn, Frankfurt, 2002, ISBN 3-8218-3534-6.
- Zitatenschatz für den 60. Geburtstag. Eichborn, Frankfurt, 2002, ISBN 3-8218-3738-1.
- Zitatenschatz für Feinschmecker: wer nicht genießt, wird ungenießbar. DZB, Leipzig, 2002.
- Zitatenschatz über das Glück. Eichborn, Frankfurt, 2003, ISBN 3-8218-4861-8.
- Zitatenschatz für den 40. Geburtstag. Eichborn, Frankfurt, 2003, ISBN 3-8218-3759-4.